# Erioptera perornata
Erioptera perornata là một loài ruồi trong họ Limoniidae. Chúng phân bố ở miền Cổ bắc.